# 베드포드 블루스
베드포드 블루스(Bedford Blues)는 1886년 창단한 잉글랜드 베드포드의 프로 럭비 팀이다. 홈구장은 골딩턴 로드이며 현재 RFU 챔피언십에 참가하고 있다. 베드포드는 프로 축구팀이 없는 큰 도시중 하나이며, 럭비팀이 축구팀보다 인기있는 몇 안 되는 도시 중 하나이다.